# 움직임 보상
움직임 보상(영어: Motion Compensation)은 대부분의 동영상 압축 기술들에서 사용하고 있는 기술이다. 현재의 영상을 부호화 하기 위하여 기존에 부호화 된 영상의 영역을 가져와서 예측을 하도록 하는 것이 주 목적이다. 움직임 예측(영어: Motion Estimaiton)은 움직임 보상을 위해서 부호화 시에 움직임 벡터를 찾는 기술을 말한다.
영상 압축 표준에 따라서 이번의 영상을 가져오는 방법 및 가져올 부분을 서술하는 방법이 달라지며, 최근의 영상 압축 기술에서는 소수점 픽셀 단위의 움직임을 예측하기 위하여 쿼터 픽셀과 같은 기술을 도입하였다.

## 주요 기술
일반적으로 영상 압축 표준에서 움직임 보상은 참조할 영상이 어느정도 거리에 떨어져 있는지를 나타내는 벡터와 참조 영상과 현재 부호화 할 영상의 잔차를 부호화하는 방식으로 이루어진다.

### 예측 벡터(Predicted motion vector; pmv)
블록 단위로 움직임 벡터를 예측하기 때문에, 인접 블록과 유사한 움직임 벡터가 나오는 경우가 자주 발생한다. 이를 이용하여 주변 블록 또는 이 전 프레임의 영상의 움직임 벡터 값과 현재 예측된 움직임 벡터 차이값을 전송하여 전송 비트 양을 줄이도록 한다.
예를 들어, H.264/MPEG-4 AVC에서는 좌측 및 상단, 좌상단의 블록의 결과를 참조하여 결정하고, 고효율 비디오 코딩에서는 좌측 , 상단, 이 전프레임으로부터 최대 5개의 예측 벡터를 생성하여 그 중 적절한 값을 선택하도록 한다.

### SKIP
화면의 움직임이 일정하여 영상 압축 기술이 예측한 움직임 벡터의 크기가 0이고, 잔차가 충분히 작아 무시할 수 있을 경우에는 두 데이터를 생략하고 넘어간다.

### 양방향 예측
움직임 예측을 할 때, 하나의 영상을 참조하여 가져오는 것이 아니라, 두 개의 영상에서 참조하여 합성된 영상을 사용하도록 하는 기술이다. 두 개의 영상을 사용하기 때문에 높은 복잡도를 가지지만, 그만큼 성능 효율이 뛰어나다. 양방향 예측을 사용하여 부호화 된 프레임을 B-프레임이라고 하며, 이러한 기술이 사용되지 않은 프레임을 P-프레임이라고 부른다.

## 같이 보기
- MPEG-2
- H.264/MPEG-4 AVC
- HEVC
- P-프레임
- B-프레임
- 쿼터 픽셀